# 쓰지모토 하루히로
쓰지모토 하루히로 (辻本春弘, つじもと はるひろ, 1964년 10월 19일 출생)은 일본의 기업가이다. 주식회사 캡콤의 COO를 맡고 있다. 오사카부 출신으로, 오사카부 상경대학을 졸업했다.
캡콤의 창업자인 츠지모토 켄조의 장남이며, 동생은 몬스터 헌터 시리즈의 프로듀서 츠지모토 료조가 있다.

## 연혁
1987년 오사카부 상경대학 상경학부 무역학과를 졸업했다., 캡콤에 입사해 1997년 대표 이사로 취임했다. 캡콤 전무 이사 및 클로버 스튜디오 (2007년 3월 회사 청산) 회장 겸 사장을 거쳐 2007년 7월 1 일에 자신의 아버지로부터 사장을 이어받았다.